# 堀池信夫
堀池 信夫（ほりいけ のぶお、1947年4月9日 - 2019年12月21日）は、日本の中国思想史学者。学位は、文学博士（筑波大学・論文博士・1989年）（学位論文「漢魏思想史研究」）。筑波大学名誉教授。

## 生涯
静岡県富士宮市生まれ。1971年東京教育大学漢文学科卒、1975年同大学院博士課程中国古典学単位取得退学。1975年筑波大学専任講師、1984年助教授、1989年「漢魏思想史研究」で筑波大学より文学博士の学位を取得、およびサントリー学芸賞受賞。1998年筑波大哲学・思想学系教授・大学院人文社会科学研究科教授、1999年哲学・思想学系学系長、2002年大学院人文社会科学研究科哲学・思想専攻専攻長。2006年日本学術会議連携会員。2011年定年退職、筑波大学名誉教授。
2019年12月21日、病のため逝去。

## 著書
- 『漢魏思想史研究』明治書院 1988
- 『中国哲学とヨーロッパの哲学者』明治書院（上・下） 1996-2002
- 『中国イスラーム哲学の形成――王岱輿研究』人文書院 2012
- 『老子注釈史の研究 桜邑文稿1』明治書院 2019
- 『漢代思想論 桜邑文稿2』明治書院 2020
- 『夕映えのユーラシア 桜邑文稿3』明治書院 2022

### 編著
- 『中国のイスラーム思想と文化』（アジア遊学）勉誠出版 2009
- 『知のユーラシア』明治書院 2011
- 『シリーズ 知のユーラシア』全5巻、明治書院、2013-14。編者代表

### 共編
- 『講座道教 第3巻 道教の生命観と身体論』三浦國雄・大形徹 雄山閣出版 2000
- 『道教研究の最先端 第一九回国際宗教学宗教史会議世界大会道教パネル論集』砂山稔 大河書房 2006
- 『陶淵明 詩と酒と田園』安藤信廣・大上正美 東方書店 2006

### 翻訳など
- 盧玉起・鄭洪新編著『中国医学の気 黄帝内経医学の基礎』谷口書店 1990。共訳
- 劉文英『中国の時空論 甲骨文字から相対性理論まで』菅本大二・井川義次共訳 東方書店 1992
- 『新釈漢文大系 第63巻 易経 下』 明治書院 2008。師今井宇三郎の遺著を間嶋潤一と補訂